# Företagskultur
Företagskultur är ett mönster av antaganden som en grupp har hittat på eller utvecklat för att hantera hur man agerar internt eller externt i ett  specifikt företag. Dessa antaganden har fungerat tillräckligt bra för att anses vara det korrekta sättet att agera och överförs till nya medlemmar i företaget.
Företagskulturen byggs upp av dem som arbetar i företaget, mer eller mindre styrt och påverkat av företagsledningen.[källa behövs]
Företagskultur är en synonym som kommer från begreppet organisationskultur. Det som skiljer de två begreppet åt är att organisationskultur gäller vid organisationer som förvaltas inom den offentliga sektorn som är icke vinstdrivande, dvs. inom stat, kommun och landsting. Företagskultur symboliserar kulturen i ett vinstdrivande bolag. Det talas om organisationskultur och företagskultur men konceptuellt särskiljer de sig inte ifrån varandra. 
Företagskultur präglas av sina gemensamma värderingar som utgör företagets handlande ut mot kund, intressenter samt agerande och ståndpunkt som medarbetare och chefer visar utåt, dvs. kulturen består av värderingarna och värden som de tillsammans utstrålar både utåt och inåt.  Företagskulturen påverkar vilka människor som kan komma att trivas i företaget och är alltså en viktig parameter att ta hänsyn till vid rekrytering.[källa behövs]
I kunskapssamhällets organisationer är det mycket viktigt för framgång att den företagskultur de anställda agerar för är i harmoni med företagsledningens uppfattning av önskvärd företagskultur och att den stämmer med företagets affärsverksamhet.[källa behövs]

## Historia
Under 2000-talet har intresset för företagskulturen i olika företag och organisationer ökat. Att beskriva företagskulturen har ibland blivit ett sätt att göra en verksamhet synligare och att attrahera tänkbara medarbetare. De organisationer som satsar på Corporate Storytelling letar också ofta efter bilder och exempel ur företagskulturen för att ladda varumärken med emotionellt innehåll.
Företagskulturen innehåller mycket av förklaringen till HUR ett företag skapar värde av de resurser man förfogar över. Ett sätt att fördjupa förståelsen för detta är att analysera hur team och grupper samarbetar, och framförallt hur de arbetar med uppgifterna att LEDA respektive DRIVA sig själva, vilket till viss del är mätbart och går att förbättra genom fokus på rätt aktiviteter.

## Scheins teori om de tre kulturnivåerna[3]
Edgar Schein är en amerikansk psykolog som utvecklade teorin om de tre kulturnivåerna inom organisationer och företag.
Den första nivån handlar om artefakter. Organisationskultur kan analyseras genom att studera artefakter. Artefakter innebär arkitektur, teknologin, konst, arbetsplatsen, klädkoder och synbara eller hörbara beteendemönster. Dessa artefakter avspeglar kulturen som finns inom ett företag. Det kan vara komplicerat att analysera artefakter trots att man ser det lätt på grund av att det är svårt att tolka. Vi kan förklara hur en grupp skapar sin miljö och vad som är märkbara beteendemönster i gruppen, men inte varför gruppen uppträder som den gör.
Den andra nivån handlar om uttalade värderingar. För att veta varför en grupp uppträder på ett visst sätt kan man studera uttalade värderingar. De uttalade värderingarna är sociala principer, mål, strategier och standarder som i en viss kultur anses ha ett inneboende värde i organisationen, och skapas i umgänget med t.ex. arbetskamrater. Det är en grund till vad som är rätt eller fel. Det är oskrivna regler till hur vi beter oss och vad som förväntas av den enskilde. 
Den tredje nivån handlar om grundläggande antaganden. Gruppen har mer koll på de uttalade värderingarna än på de grundläggande antagandena. Det är svårt identifiera och ligger till grund för organisationens värderingar och handlingar. Man betraktar dem som självklara och tagna för givet. Det handlar om organisationens relationer och förhållandet mellan organisationens omvärld uppfattas.

## Gagliardis strategier för förändring inom företagskultur
Gagliardi, en italiensk organisationsforskare, förklarar organisationskultursförändringar i tre olika steg. Första steget är den onda cirkeln, det steget belyser att organisationen inte lär sig av sina erfarenheter och saknar förståelse för att organisationens starkt präglade kompetens kan ha blivit omodern. Går det dåligt för företaget så skylls det på andra. Antingen på externa, interna eller personella orsaker. Istället för att finna lösningar på problemen pekar man ut syndabockar. Detta i sin tur leder till att organisationens sammanhållning, självtillit och effektivitet minskar. Detta blir en ohållbar situation och för att lösa den används något som Gagliardi kallar kulturell revolution. Detta steg presenterar nya värderingar som är en motsats till de äldre värderingarna i organisationen. När det görs en så pass stor förändring inom företagskulturen och företaget i sig är i behov en radikal förändring är det lätt att det uppstår en kulturell revolution. Det som blir lösningen är att ersätta den gamla ideologin med en ny. Då många medarbetare har byggt upp sin yrkesmässiga och personliga identitet på de traditionella värderingarna inom organisationen leder ofta denna lösningen till att många lämnar företaget. Därför blir denna typ av radikal förändring kostsam för företaget och innebär utgallring av tidigare och inslussning av nya medarbetare. Det sista som då behövs för att genomgå denna typ av förändring är investeringar. Det är också det sista av de tre stegen som Gagliardi diskuterar. Det behövs såväl finansiella som kulturella investeringar. I de flesta fall byts då den högsta ledningen ut.

## Affärsutveckling
Företagskulturen är i fokus när det forskas inom affärsutveckling, om företagskultur samverkar med organisationsutveckling har en mätbar inverkan på affärsutvecklingen. Att nyckeln till marknadstillväxt är genom samspel mellan företagskultur, kundanpassning och nyskapande, och där innovativa företag har visat tendens till större tillväxt. Det finns konstaterande att företagskultur har gjort att de japanska teknologiföretagen blivit ledande i branschen genom just att deras företagskultur skiljer sig stort från de nationella konsensusorienterade företagen.

## Företagskulturens funktioner
Företagets kultur bidrar till företagets överlevnad och anpassning till omgivningen, detta kallas extern anpassning. Kulturen i företaget bidrar även till integrationen av företagens interna processer och stärker dess överlevnad och framtida utveckling, detta ses som den interna integrationen. Kulturen i företaget har därmed två syften, den externa och den interna anpassningen. Det är en svår balans mellan hur dessa anpassningar ska göras inom ett företag då man vill tillfredsställa både smala särintressen och majoritetens intressen.

## Att bygga en hållbar företagskultur
Företagskultur är avgörande för välmående medarbetare, framgång och resultat. Medarbetarnas motivation, engagemang och känsla av arbetstillfredsställelse avgörs inte enbart av företagens ekonomiska incitament, utan en stor del beror även på vilken typ av ledarskap företaget har. Alla företag har någon form av företagskultur, även om de själva inte är medvetna om det. Avsaknaden av en medveten företagskultur bli så småningom också en typ av kultur. Det som är utmärkande för framgångsrika företagskulturer är att det finns en tydlighet kring varför verksamheten finns, vilka värderingar som styr företaget och en tydlig vision som visar alla i företaget vad målet är och hur företaget ska uppnå det. Motivation, drivkraft och ledarskap är viktiga begrepp för att bygga en hållbar företagskultur.